# 고은현의 신명우리가락
고은현의 신명우리가락은 JTV MAGIC FM에서 매주 일요일 오전 11시에 고은현씨가 진행하는 전북 전지역에 송출되는 프로그램이다.

## 진행자
- 고은현

## 주파수 안내
- 전주, 익산, 군산, 김제, 남원, 정읍, 순창, 고창, 무주, 부안, 완주, 임실, 장수, 진안 - 90.1 Mhz